# Arcidiocesi di Rosario
L'arcidiocesi di Rosario (in latino Archidioecesis Rosariensis) è una sede metropolitana della Chiesa cattolica in Argentina. Nel 2023 contava 1.866.500 battezzati su 2.103.000 abitanti. È retta dall'arcivescovo Eduardo Eliseo Martín.

## Territorio
L'arcidiocesi comprende quattro dipartimenti della provincia di Santa Fe: Belgrano, Iriondo, Rosario e San Lorenzo, nonché parte dei dipartimenti di Caseros e di Constitución.
Sede arcivescovile è la città di Rosario, dove si trova la cattedrale di Nostra Signora del Rosario. Nella stessa città sorge anche la basilica minore di San Giuseppe.
Il territorio si estende su 13.500 km² ed è suddiviso in 125 parrocchie.

### Provincia ecclesiastica
La provincia ecclesiastica di Rosario, istituita nel 1963, comprende due suffraganee:
- diocesi di San Nicolás de los Arroyos,
- diocesi di Venado Tuerto.

## Storia
La diocesi di Rosario fu eretta il 20 aprile 1934 con la bolla Nobilis Argentinae nationis di papa Pio XI, ricavandone il territorio dall'arcidiocesi di Santa Fe (oggi arcidiocesi di Santa Fe de la Vera Cruz), di cui originariamente era suffraganea.
Il 5 luglio 1947 per effetto della bolla Ut in cathedralibus di papa Pio XII fu istituito il capitolo della cattedrale.
Il 2 settembre 1954, con la lettera apostolica Quae nobis, lo stesso papa Pio XII proclamò la Beata Maria Vergine del Santissimo Rosario patrona principale della diocesi e della città episcopale.
Il 12 agosto 1963 ha ceduto una porzione del suo territorio a vantaggio dell'erezione della diocesi di Venado Tuerto e contestualmente è stata elevata al rango di arcidiocesi metropolitana con la bolla Summorum Pontificum di papa Paolo VI.

## Cronotassi dei vescovi
Si omettono i periodi di sede vacante non superiori ai 2 anni o non storicamente accertati.
- Antonio Caggiano † (13 settembre 1934 - 15 agosto 1959 nominato arcivescovo di Buenos Aires)
- Silvino Martínez † (21 settembre 1959 - 27 gennaio 1961 deceduto)
- Guillermo Bolatti † (11 luglio 1961 - 7 agosto 1982 deceduto)
- Jorge Manuel López † (19 gennaio 1983 - 20 novembre 1993 ritirato)
- Eduardo Vicente Mirás † (20 novembre 1993 - 22 dicembre 2005 ritirato)
- José Luis Mollaghan † (22 dicembre 2005 - 19 maggio 2014 nominato membro della Congregazione per la dottrina della fede[3])
- Eduardo Eliseo Martín, dal 4 luglio 2014

## Statistiche
L'arcidiocesi nel 2023 su una popolazione di 2.103.000 persone contava 1.866.500 battezzati, corrispondenti all'88,8% del totale.
| anno | popolazione | popolazione | popolazione | presbiteri | presbiteri | presbiteri | presbiteri                | diaconi | religiosi | religiosi | parrocchie |
| anno | battezzati  | totale      | %           | numero     | secolari   | regolari   | battezzati per presbitero | diaconi | uomini    | donne     | parrocchie |
| ---- | ----------- | ----------- | ----------- | ---------- | ---------- | ---------- | ------------------------- | ------- | --------- | --------- | ---------- |
| 1950 | 900.000     | 944.400     | 95,3        | 227        | 106        | 121        | 3.964                     |         | 172       | 725       | 75         |
| 1964 | 1.000.001   | 1.030.000   | 97,1        | 270        | 131        | 139        | 3.703                     |         | 245       | 730       | 81         |
| 1970 | 1.150.000   | 1.250.000   | 92,0        | 261        | 121        | 140        | 4.406                     |         | 200       | 800       | 97         |
| 1976 | 1.275.877   | 1.367.550   | 93,3        | 254        | 107        | 147        | 5.023                     | 1       | 184       | 700       | 112        |
| 1980 | 1.418.000   | 1.519.000   | 93,4        | 252        | 104        | 148        | 5.626                     | 1       | 188       | 650       | 108        |
| 1990 | 1.616.000   | 1.729.000   | 93,5        | 260        | 146        | 114        | 6.215                     | 1       | 187       | 500       | 109        |
| 1999 | 911.000     | 1.620.000   | 56,2        | 265        | 153        | 112        | 3.437                     |         | 160       | 315       | 118        |
| 2000 | 922.000     | 1.640.000   | 56,2        | 245        | 151        | 94         | 3.763                     |         | 132       | 307       | 120        |
| 2001 | 900.000     | 1.600.000   | 56,3        | 256        | 155        | 101        | 3.515                     |         | 154       | 307       | 120        |
| 2002 | 1.485.000   | 1.650.000   | 90,0        | 265        | 137        | 128        | 5.603                     |         | 196       | 305       | 121        |
| 2003 | 1.485.000   | 1.650.000   | 90,0        | 243        | 153        | 90         | 6.111                     | 2       | 161       | 205       | 121        |
| 2004 | 1.501.620   | 1.700.000   | 88,3        | 226        | 149        | 77         | 6.644                     | 2       | 127       | 141       | 121        |
| 2014 | 1.710.000   | 1.924.000   | 88,9        | 248        | 175        | 73         | 6.895                     | 3       | 114       | 235       | 123        |
| 2017 | 1.765.000   | 1.986.000   | 88,9        | 251        | 178        | 73         | 7.031                     | 3       | 105       | 235       | 123        |
| 2020 | 1.817.000   | 2.045.750   | 88,8        | 248        | 178        | 70         | 7.326                     | 5       | 92        | 200       | 125        |
| 2022 | 1.849.850   | 2.084.280   | 88,8        | 247        | 177        | 70         | 7.489                     | 12      | 92        | 150       | 125        |
| 2023 | 1.866.500   | 2.103.000   | 88,8        | 249        | 179        | 70         | 7.495                     | 12      | 92        | 153       | 125        |